# Johann-Gottfried-Seume-Literaturpreis
Der Johann-Gottfried-Seume-Literaturpreis ist ein Literaturpreis, der vom Internationalen Johann-Gottfried-Seume-Verein „Arethusa“ e.V. Grimma in Zusammenarbeit mit der Sparkasse Muldental vergeben wird und an den Reiseschriftsteller Johann Gottfried Seume (1763–1810) erinnern soll.

## Ausschreibungsverfahren
Der Preis wird seit 2001 alle zwei Jahre für literarische Arbeiten in deutscher Sprache ausgeschrieben, die einem gesellschafts- und kulturkritischen Ansatz im Geiste von Johann Gottfried Seume folgen. Dabei werden auch Reiseberichte berücksichtigt, die sich kreativ mit Seumes Reisen beziehungsweise Leben auseinandersetzen. Die Auswahl trifft eine Jury auf Grundlage der schriftlich eingereichten Wettbewerbsbeiträge. Die Preisverleihung findet um den 6. Dezember des betreffenden Jahres statt, da Seume 1801 an diesem Tag seinen Spaziergang von Grimma nach Syrakus begann.
Das Preisgeld in Höhe von 3.000 Euro wird von der Sparkasse Muldental gestiftet.

## Preisträger
- 2001: Götz-Ulrich Coblenz Mein Spaziergang von Arkona nach Pisa. Ein Tagebuch
- 2003: Wolfgang Büscher Berlin–Moskau. Eine Reise zu Fuß
- 2005: Andreas Altmann 34 Tage, 33 Nächte – von Paris nach Berlin zu Fuß und ohne Geld
- 2007: Andreas Reimann ... und Rotwein rauscht an meiner Seele Süden. Italien-Sonette
- 2009: Helga M. Novak wo ich jetzt bin (Gedichte)
- 2011: Peter Winterhoff-Spurk Unternehmen Babylon. Wie die Globalisierung die Seele gefährdet
- 2013: Constanze John Gelber Staub. Eine Reise nach Armenien[1]
- 2015: Susanne Schädlich Westwärts, so weit es nur geht. Eine Landsuche[2]
- 2017: Jan Decker Der lange Schlummer[3]
- 2019: Marlen Schachinger Kosovarische Korrekturen. Versuch über die Wahrheit eines Landes[4]
- 2021: Bettina Baltschev Am Rande der Glückseligkeit. Über den Strand[5]
- 2023: Jörg Jacob Aus der Stadt und über den Fluss: Zwölf Versuche über das Gehen[6]

## Weblink
- Internationaler Johann-Gottfried-Seume-Verein „ARETHUSA“ e. V. Grimma